# Région ecclésiastique Triveneto

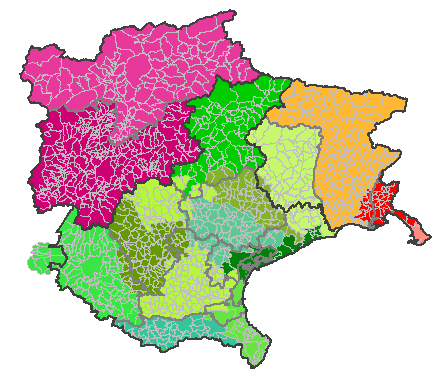
Carte de la région ecclésiastique Triveneto.

La région ecclésiastique Triveneto (en italien : Regione ecclesiastica Triveneto) est l'une des seize régions ecclésiastiques que compte l'Église catholique romaine en Italie.
Cette circonscription d'une superficie de 40 657 km2 couvre la totalité de 3 régions administratives que sont la Vénétie, le Frioul-Vénétie Julienne et le Trentin-Haut-Adige, avec également des paroisses de la région du lac de Garde dans la province de Brescia (Lombardie). C'est la plus grande région ecclésiastique de la Conférence épiscopale italienne, mais pas la plus peuplée, qui est la Lombardie. Elle englobe 7 276 980 habitants répartis sur 3 518 paroisses. En 2025, elle compte 3 459 religieux séculiers, 1 548 religieux réguliers et 417 diacres permanents.

## Archidiocèses et diocèses de la région
La région compte 1 patriarcat, 3 archidiocèses et 13 diocèses :
- Patriarcat de Venise
  - Diocèse d'Adria-Rovigo
  - Diocèse de Belluno-Feltre
  - Diocèse de Chioggia
  - Diocèse de Concordia-Pordenone
  - Diocèse de Padoue
  - Diocèse de Trévise
  - Diocèse de Vérone
  - Diocèse de Vicence
  - Diocèse de Vittorio Veneto
- Archidiocèse de Gorizia
  - Diocèse de Trieste
- Archidiocèse de Trente
  - Diocèse de Bolzano-Bressanone
- Archidiocèse d'Udine

### Articles liés
- Église catholique en Italie
- Liste des diocèses et archidiocèses d'Italie